# Sydvietnam
Sydvietnam er den gængse betegnelse for den tidligere vietnamesiske stat, der eksisterede fra cirka 1955-1975 i den del af det nuværende Vietnam, der ligger syd for den 17. breddegrad. Staten opstod ved delingen af Vietnam, besluttet på en fredskonference i Geneve i 1954. Delingen var en konsekvens af de franske nederlag til nordvietnamesiske kommunistiske styrker i Nordvietnam under den 1. indokinesiske krig, hvorefter Frankrig og sydvietnamesiske ledere enedes om oprettelsen af en anti-kommunistisk sydlig stat.
Da de amerikanske tropper trak sig ud i 1973 fik den sydvietnamesiske ledelse stadig sværere ved at holde de kommunistiske nordvietnamesiske tropper tilbage, og i 1975 fik en nordvietnamesisk kampagne fronten til at bryde sammen. Saigons fald i april 1975 ledsagedes af kaotiske scener, da amerikanere og sydvietnamesere med tilknytning til det gamle regime desperat forsøgte at komme ud af landet.

## Oprettelse

### Baggrund
Sydvietnams oprindelse kan spores tilbage til den franske kolonien Cochinkina, som udgjorde den sydligste tredjedel af Vietnam og kom under fransk kontrol i 1862. Dette var en del af Fransk Indokina som blev anset som mere udviklet (Évolué), og hvor de franske interesser var større end i resten af Indokina, særlig på grund af franskejede gummiplantager. Cochinkina sendte deres egen repræsentant til Frankrigs nationalforsamling. De to nordligste tredjedele af Vietnam udgjorde protektoratet Annam, og disse områder blev administrerede som en del af den franske koloni Fransk Indokina gennem en guvernør i Hanoi og med en vietnamesisk kejser i Huế.

### 2. verdenskrig
Under 2. verdenskrig blev kolonien administreret af Vichy-regeringen og okkuperet af Japan. Da Japan kapitulerede ved krigens afslutning, abdicerede den vietnamesiske kejser af Nguyen-dynastiet Bảo Đại, og Viet Minh, ledet af Hồ Chí Minh, erklærede uafhængighed i Hanoi. Som et svar på uafhængighedserklæringen i Hanoi blev den franske koloniadministration genoprettet i september 1945, og året efter blev Cochinkina erklæret for at være en selvstændig republik indenfor Fransk Indokina, og Første indokinesiske krig brød ud, da forhandlinger mellem vietnamesiske politikere og Frankrig brød sammen.

### Første indokinesiske krig
I 1949 blev en ikke-kommunistisk rivaliserende regering etableret i Saigon under navnet Staten Vietnam, ledet af den tidligere kejser Bảo Đại. Efter afslutningen af Første indokinesiske krig fastsatte fredskonferencen i Genève mellem Frankrig og Việt Minh en midlertidig deling af Vietnam langs den 17. breddegrad.
Delelinjen blev etableret den 21. juli 1954 som en demilitariseret zone og fulgte i hovedsagen Ben Hai-flodens løb til grænsen til Laos, og 5 km på begge sider af floden var en del af zonen. Delingen af landet skulle efter aftalen vare frem til der kunne blive afholdt valg i syd, senest i 1956. Både perioden frem til valgene, og gennemførelsen af disse skule overvåges af en international kontrolkommission bestående af Polen, Indien og Canada.
I 300 dage, frem til 18. maj 1955 var grænsen mellem nord og syd åben således, at folk frit kunne flytte til den del af landet, de ønskede at bo i. Dette førte til en flygtningestrøm på mellem 800.000 og en million nordvietnamesere fra nord til syd, for en stor del af katolikker som frygtede religiøs forfølgelse under kommunisterne. 310.000 af disse blev evakuerede gennem Operation Passage to Freedom, organiseret af United States Navy i oktober 1954.
Det var forventet, at den sydlige zone skulle fortsat være knyttet til Frankrig frem til de aftalte valg, men Bảo Đại blev imidlertid afsat af den USA-orienterede statsminister Ngô Đình Diệm i 1955, som udnævnte sig selv til præsident i en selvstændig stat og fik denne uafhængighed legitimeret ved en folkeafstemning, som blev gennemført under omdiskuterede forhold.

## Selvstændig stat 1955-1963
Diệm erklærede Sydvietnam som selvstændig stat under det officielle navn Việt Nam Cộng Hòa ("Republikken Vietnam"). Ud fra en frygt for en videre kommunistisk ekspansion gav USA både militær og økonomisk støtte til Sydvietnam, sendte rådgivere både i organiseringen og administration af landet, og i udviklingen af landets infrastruktur. De øvrige politiske og religiøst baserede militser i syd, blandt andet fra Cao Dai, blev knust.
Diệm kundgjorde i en radiotale i juli 1955, at Sydvietnam ikke ville gennemføre valgene, som blev aftalt i Genève, da Sydvietnam ikke havde været en part i fredsforhandlingerne og således ikke var bundet af disse. Han hævdede videre, at kommunisterne i nord havde skabt en situation i syd, som gjorde det umuligt at gennemføre valgene.
Diệm vendte i 1956 opmærksomheden mod de kommunistiske grupper, efter at have nedkæmpet andre oppositionelle, både politiske og religiøse, grupper. Han etablerede 26. oktober 1956 Sydvietnams hær gennem en reorganisering af den eksisterende hær, og efter få måneder blev FNLs grupper presset tilbage til mere fjerne udkantsområder, og de sidste franske soldater forlod Vietnam i april 1956. I marts samme år præsenterede den sydvietnamesiske kommunistleder Lê Duẩn en plan med navnet "Veien til syd" for militær infiltration til de andre medlemmer af politbureauet i Hanoi. I Lê Duẩns plan blev der taget højde for, at der ville blive en militær konfrontation med USA, givet forholdene under den kolde krig. Men Folkerepublikken Kina og Sovjetunionen var modstandere af en sådan militær konfrontation på dette tidspunkt lige efter Koreakrigen, og Lê Duẩns plan blev afvist, og kommunisterne i syd måtte begrænse sig til økonomisk kamp. Lederskabet blev delt i to fraktioner, "Nord først", altså pro-kinesisk, ledet af Truong Chinh og en "Syd først", ledet af Lê Duẩn. I denne periode blev den amerikanske politiske og materielle støtte til Diệm stadig forøget.
Fra 1957 rådede der krigstilstand mellem nord og syd, og flere andre stater intervenerede. Efter, at Diệm blev afsat ved et kup støttet af CIA i 1963, blev landet styret af en række militær-regeringer, med general Nguyễn Văn Thiệu som præsident i perioden fra 1967 til 1975.

## Demografi
Sydvietnam havde i 1965 beregnet 15,1 mio. indbyggere, heri indregnet ca. 677.000 bjergstammefolk, 454.000 cambodjanere, kinesere og franskmænd. De største byer var i 1966 Saigon-Cholon med 2 mio. indbyggere, Đa Nǎng med 144.300 indbyggere og Hué med 103.500 indbyggere i 1962. Kun 13 % af indbyggerne boede byer.
Det officielle sprog var vietnamesisk, men fransk var fortsat hovedsprog for al videregående uddannelse, mens engelsk vandt indpas især indenfor medicinsk undervisning.
Hovedreligion var taoisme. Også buddhisme var udbredt. I 1966 fandtes ca. 1.5 mio. romersk-katolske kristne i den sydlige region. Caodaisme havde 1,5 mio. tilhængere og Hoa Hoa-sekten omkring 1 mio. tilhængere.

## Næringsliv
Sydvietnams økonomi var en markedsøkonomi. Økonomien var især fri mellem 1963 og 1973. Men ikke desto mindre var den økonomiske udvikling stærkt baseret på femårsplaner eller fireårsplaner. Økonomien var stabil de første ti år, men Vietnamkrigen førte til ustabil økonomisk udvikling, høje statsbudgetunderskud, høj inflation og underskud på handelsbalancen. Den sydvietnamesiske stat gennemførte landreformer to gange. USA spillade en vigtig rolle i økonomien i form af økonomisk og teknisk bistand.
I perioden indtil 1965 oplevede Sydvietnams økonomi en ganske hurtig stigning i BNP og en mindre stigning i KPI. I begyndelsen viste statsbudgettet overskud, men fra og med 1961 et underskud. Industrien og landbruget holdt væksten oppe, og man fortsatte investere. I 1955 grundlagde Ngô Đình Diệms regering nationalbanken Foreign Exchange Bureau, erstattede den tidligere valuta fransk Indokinapiaster med dong og fastsatte den nye vekselkurs i forhold til amerikanske dollars til 35:1.
En jordreform, hvor ubrugt jord blev inddraget og uddelt til jordbrugere, påbegyndtes og fortsatte frem til 1960. Det blev fastlagt, at man højst måtte eje en kvadratkilometer land, og overskydende jord blev man tvunget til at sælge til regeringen, som så videresolgte den til bønder med behov. Jordejere og jordbrugere blev tvungne til at lave en brugskontrakt, hvori prisen for lejet jord var et obligatorisk punkt. De gentagne reformer førte i stedet til, at to tredjedele af Sydvietnams jord var ejet af rige jordejere. Derfor gennemførte Nguyễn Văn Thiệus regering senere jordreformer igen.
I 1956 antog Sydvietnam en forordning, hvorved man oprettede det Nationale Økonomiske Råd og fastlagde dets opgaver. Rådet blev styret af landets vicepræsident. Samme år blev Sydvietnam medlem i International Monetary Fund (IMF). I marts 1957 fremsatte Ngô Đình Diệm "Deklarationen af den første republiks præsident" (Tuyên ngôn của Tổng thống Đệ nhất Cộng hòa), som førte til voksende private investeringer såvel hjemme som i udlandet. Det førte også til, at regeringen begyndte at beskytte investorers interesser, og en politik rettet mod at opmuntre til yderligere investeringer (lavere skatter, lavere jordleje osv.).
Af Sydvietnams samlede areal på 170.810 km2 var i 1966 27.640 km2 opdyrket, 28.700 km2 vedvarende græs og 56.000 km2 skov.

### Landbrug
Af det dyrkede areal var i 1966 29.000 ha med majs, 2.295.000 ha med ris, 30.000 ha med sukkerrør, 39.000 ha med yams og batat, 39.000 ha med maniok, 18.000 ha med bananer, 7.000 ha med sojabønner, 31.000 ha med jordnødder, 12.000 ha med kaffe, 8.000 ha med te, 7.000 ha med tobak, 1000 ha med jute, 20.000 ha med bælgplanter. Der blev høstet 39.000 tons ananas, 22.300 tons kopra og 56.700 tons naturgummi.

### Skovbrug
I 1965 blev produceret 318.000 m3 til industriel forarbejdning og 348.000 m3 til brændsel.

### Fiskeri
I 1967 fandtes 58.500 fiskerbåde, hvoraf 12.240 motordrevne.

### Industri
Industri spillede en ubetydelig rolle. Det meste af industrien bestod i forarbejdning af landbrugets produkter (rismøller, sukkerkogerier o.lign.). Egentlige fabrikker fandtes stort set kun i Saigon, især tekstilfabrikker og mindre virksomheder, der fremstillede isenkram, cykler og lignende.

## Transport
Vej- og banenettet var forholdsvis omfattende. Der fandtes ca. 1.340 km jernbanenet. Hovedbanen gik fra Saigon langs kysten til den 17. nordlige breddegrad.
Vejnettet omfattede 14.300 km, hvoraf i 1962 ca. 3.850 var asfalteret.
Saigons havn var Sydvietnams største havn. Den lå ca. 45 km fra havet ved Saigon-floden.